# Splanchnotrophus willemi
Splanchnotrophus willemi is een eenoogkreeftjessoort uit de familie van de Splanchnotrophidae. De wetenschappelijke naam van de soort is voor het eerst geldig gepubliceerd in 1891 door Canu.